# Rémora des marlins
Remora osteochir
Espèce
Statut de conservation UICN

 LC  : Préoccupation mineure
Le Rémora des marlins (Remora osteochir) est une espèce de poissons pilotes de la famille des Echeneidae.